# Índia Francesa
Els Establiments Francesos de l'Índia (generalment anomenats Índia Francesa) foren els territoris sota sobirania francesa a l'Índia. La capital i residència del governador general era a Pondicherry i eren formats per cinc establiments cadascun amb certes factories dependents, amb un total de 526 km² i una població el 1901 de 273.185 (el 1881 eren 273.611, el 1891 de 286.347) repartits així entre Pondicherry (297 km², població el 1901, 174.456), Karikal, 137 km² i 56.595 habitants, Mahe (67 km², 10.298 habitants), Yanam (13 km², 5.005 habitants); i Chandernagore (10 km², 26.831 habitants). Excepte Chandernagor (Farasdanga) a Bengala, la resta estaven enclavades en el territori de la presidència de Madràs.

## Història
La primera expedició francesa a l'Índia es va fer el 1603 per mercaders privats de Rouen; fou un fracàs igual que altres intents que van seguir; el 1642 el cardenal Richelieu va crear la Companyia d'Orient que tampoc va reeixir. La companyia es va refundar amb bases més amplies el 1664 per Colbert, garantint l'exempció de taxes i el monopoli per 50 anys en el comerç de l'Índia. Després de dos intents d'establir-se a Madagascar, Colbert va decidir dirigir-se a l'Índia, i el president de la companyia Caron va fundar el 1668 una factoria a Surat. Com que el lloc era inadequat com a establiment central, es va apoderar del port de Trincomalee a Ceilan que era dels holandesos; aquestos al cap de poc temps van reconquerir Trincomalee i Caron es va dirigir llavors a la costa de Coromandel; el 1672 es va apoderar de Sao Thome, ciutat propera a Madras que fou inicialment portuguesa però feia 12 anys que estava en mans dels holandesos; no obstant la va haver de tornar als holandesos el 1674. El 4 de febrer de 1673 es van establir a Chandernagor. La companyia estava a punt de fer fallida quan un dels seus agents, François Martin, en va obtenir la viabilitat: reunint al seu entorn 60 francesos veterans de Trincomalee i Sao Thome, es va establir a Pondicherry, que llavors era un petit poblet, que va comprar (1683) al raja de Gingi. Va construir fortificacions i va iniciar les operacions comercials que van anar bé. El 1688 es va comprar Chandernagor a l'emperador de Delhi. No obstant no va poder conservar la factoria de Pondicherrry contra els holandesos que la van conquerir el 6 de setembre de 1693 i no fou recuperada fins a la pau de Ryswick el 1697.
En endavant Pondicherry va esdevenir la principal factoria francesa; Martin fou nomenat governador i sota la seva direcció el comerç va tornar a créixer. Mahe, a la costa Malabar, fou establerta el 2 d'abril de 1721 quan era governador general francès Lenoir o Le Noir, perduda el febrer de 1725 i recuperada el desembre de 1725; Karikal, a la costa del Coromandel, sota el govern de Dumas el 14 de febrer de 1739; i Yanam, a la costa nord dels Circars, fou una factoria des del [1731], conquerida el 1750 i cedida formalment el 1752.
La guerra del 1741 entre França i Anglaterra va portar a atacs a Madras i Pondicherry, les capitals respectives. Mahé de La Bourdonnais va equipar personalment una flota de la seva butxaca i va assetjar Madras que va capitular el 21 de setembre de 1746. Els anglesos es van revenjar i el 26 d'abril de 1748 es van presentar a Pondicherry si bé es van haver de retirar per la forta defensa dels francesos dirigits per Dupleix, després de 42 dies de lluita. La pau d'Aix-la-Chapelle va posar fi a la guerra i Dupleix va poder iniciar la formació d'un imperi francès a l'Índia. Dupleix i els seus lloctinents, per mitjans militars o diplomàtics, van anar d'èxit en èxit; va obtenir de l'emperador de Delhi el títol de nawab i va establir el seu protectorat sobre la suba d'Arcot i altres llocs de l'Índia del sud; va afegir territoris a la rodalia de Pondicherry, Karikal i Masulipatam (possessió francesa del 1750 al 22 de gener de 1760) i va estendre el domini francès als quatre sarkars de Mustafanagar, Ellore, Rajahmundry i Chicacole, i a l'illa de Srirangam, formada per dos braços del riu Kaveri (Cauvery). Aquestes annexions van obrir el comerç francès i van produir importants beneficis.
Però el poder francès fou de curta durada. Dupleix, amb poc suport de la cort a Versalles, va patir diversos fracassos contra la Companyia Britànica de les Índies Orientals i fou cridat a París el 1753 i va deixar l'Índia el 2 d'agost de 1754. Charles Robert Godeheu de Zaimont va actuar interinament fins a l'arribada del successor (10 de febrer de 1755) Georges Duval de Leyrit que encara va aconseguir salvat els establiments i dominis, però durant la guerra dels set anys, quan França no va poder enviar reforços, els britànics van ocupar Chandernagor el 23 de març de 1757 i després van derrotar les forces del governador Thomas Arthur comte de Lally-Tollendal (governava des del 28 d'abril de 1758) i després de la batalla de Wandiwash, van ocupar Arcot. Lally-Tollendal, després d'una valent defensa, es va rendir a Pondicherry el 6 de gener de 1761 i va entregar la ciutat el dia 16, que fou demolida pels britànics; les tropes i residents francesos foren deportats a França.
Dos anys després la pau de 1763 va restaurar Pondicherry i altres factories als francesos (de fet foren retornades el maig del 1765) però els territoris van quedar sensiblement retallats. El 1769 el monopoli de la companyia d'Orient francesa va quedar abolit i això va obrir el comerç de manera més general i Pondicherry es va revifar.
El 18 de setembre de 1778 Pondicherry va caure en mans de la Companyia britànica (que ja havia ocupat Chandernagor el 6 de juliol de 1778 i després va ocupar Mahe el 19 de març de 1779). El 1782 el Bailli de Suffren va fer un esforç i va lliurar quatre batalles navals contra els anglesos en set mesos i va recuperar el fort de Trincomalee. El 1793 el tractat de Versalles (20 de gener de 1783) va restaurar Pondicherry i altres factories a França (entregades el 10 de març).
Quan va esclatar la guerra a Europa el 1793 els britànics van ocupar les factories novament (23 d'agost de 1793, i administrades com a part de la presidència de Madras). Foren restaurades a França el 1802 pel tractat d'Amiens i transferides l'11 de juliol de 1803. Del 25 d'octubre de 1797 al 19 d'abril de 1801, la revolució francesa va organitzar el departament de les Índies Orientals, que no va tenir efecte per estar ocupat pels anglesos.
Quan es va reprendre la guerra foren ocupades altre cop pels britànics l'11 de setembre de 1803 (la darrera l'1 d'octubre de 1803) i ja les van conservar durant tot el període napoleònic. Els tractats de París de 1814 i de Viena de 1815 van retornar Pondicherry i les altres factories als francesos dins els seus moderns límits.
L'expedició francesa va arribar a Pondicherry el 16 de setembre de 1816 i Pondicherry i Chandernagor foren lliurades el 4 de desembre de 1816, Karikal el 14 de gener de 1817, Mahe el 22 de febrer de 1817 i Yanam el 12 d'abril de 1817. Una convenció entra França i Gran Bretanya signada el 17 de març de 1815 regulava les condicions de la restitució, amb la renuncia pels francesos d'alguns antics drets derivats de l'anterior convenció (datada el 30 d'agost de 1787) i rebent una compensació anual de 4 lakhs de rúpies sicca (un milio de francs francesos de l'època o 40.000 lliures); els drets sobre la sal foren renunciats per França el 13 de maig de 1818 a canvi d'un pagament anual de 33.600 francs o 1344 lliures (4000 pagodes) inicialment per 15 anys i després convertit en permanent 
El govern corresponia a un governador general, assistit per un ministre de l'interior, secretaris dels departaments administratius i un oficial judicial. El 1879 es va establir un consell local a cada establiment i un consell general, eles membres dels quals foren escollits per sufragi. El 1880 es van crear deu municipalitats: Pondicherry, Oulgaret, Villenour, Bahur, Karikal, La Grande Aldee, Nedungadu, Chandernagore, Mahe i Yanam. Pondicherry era també Prefectura Apostòlica, fundada el 1828, amb el prefecte apostòlic i un cos de sacerdots de l'Índia Francesa i de les missions estrangeres successors de la missió del Carnàtic fundada pels jesuïtes el 1776. La moneda legal dins els territoris francesos era la rúpia britànica 
El 16 de juny de 1940 l'administració fou lleial al govern de Vichy però Chandernagor el va desconèixer el 20 de juny de 1940, i el 9 de setembre de 1940 la resta va passar a la França Lliure.
Quan l'Índia va esdevenir independent el 15 d'agost de 1947 els petits establiments de Machilipatnam, Kozhikode i Surat foren cedits a l'Índia (octubre de 1947). Un acord de 1948 permetia que les possessions franceses decidissin el seu futur. Chandernagor no obstant fou cedida el 2 de maig de 1950 de facto (entrega formal l'11 d'abril de 1952, i després el tractat signat el 1954 va permetre la seva inclusió dins a Bengala Occidental). El 13 de juny de 1954 Yanaon o Yanam fou ocupada per la polícia militar índia i el 15 de juliol de 1954 Mahe va quedar en mans de grups pro indis. L'1 de novembre de 1954 els altres enclavaments francesos, Pondicherry i Karikal, foren cedits de facto a l'Índia i el tractat també renunciava a tota la resta d'enclavaments. Els territoris units a l'Índia van esdevenir territori de la unió; el tractat no fou ratificat pel parlament francès fins al 16 d'agost de 1962.

## Llista de governadors
Comissaris (Commissaires): 	 
- François Caron, 1668 - 1672
- François Baron, 1672-1681
- François Martin, 1681 – Novembre 1693

Ocupació holandesa, Setembre 1693 - setembre 1699 (Tractat de Ryswick, 1697) 	 
Governadors Generals (Gouverneurs Généraux): 	 
- François Martin, setembre 1699 - 31 de desembre de 1706
- Pierre Dulivier, 1707- 1708
- Guillaume André d'Hébert, 1708 - 1712
- Pierre Dulivier, 1712 -1717
- Guillaume André d'Hébert, 1717 - 1718
- Pierre André Prévost de La Prévostière, 1718 – 11 d'octubre de 1721
- Pierre Christoph Le Noir (interí), 1721-1723
- Joseph Beauvollier de Courchant, 1723-1726
- Pierre Christoph Le Noir, 1726-1734
- Pierre Benoît Dumas, 1734-1741
- Joseph François Dupleix, 14 de gener de 1742 - 15 d'octubre de 1754
- Charles Godeheu, commissaire (interí), 1754
- Georges Duval de Leyrit, 1754-1758
- Thomas Arthur, comte de Lally-Tollendal, 1758 – 16 de gener de 1761

Primera ocupació britànica, 15 de gener de 1761 - 25 de juny de 1765 (Tractat de París (1763)) 	 
- Jean Law de Lauriston, 1765 - 1766
- Antoine Boyellau, 1766 - 1767
- Jean Law de Lauriston, 1767 – 1777
- Guillaume Leonard de Bellecombe, seigneur de Teirac, 1777 - 1778
- Segona ocupació britànica 18 de setembre de 1778 - 10 de març de 1783
- Charles Joseph Pâtissier, Marquis de Bussy-Castelnau, 1783 - 1785
- Vescomte François de Souillac, 1785
- David Charpentier de Cossigny, 1785 - 1787
- Thomas, comte de Conway, 1787 - 1789
- Camille Charles Leclerc, Chevalier de Fresne, 1789 - 1792
- Dominique Prosper de Chermont, 1792 - 1793
- L. Leroux de Touffreville, 1793

Yanaon o Yanam

Terecra ocupació britànica, 23 d'agost de 1793 – 18 de juny de 1802 (Tractat d'Amiens) (1802) 	 
- Charles Mathieu Isidore Decaen, comte de Decaen, 18 de Juny 1802 - Agost de 1803
- Louis François Binot, 1803

Quarta ocupació britànica, agost de 1803 – 26 de setembre de 1816 (Tractat de Paris (1814))
- André Julien Comte Dupuy, 26 de setembre de 1816 – octubre de 1825
- Joseph Cordier, (interí), octubre 1825 – 19 de juny de 1826
- Eugène Panon, comte Desbassayns de Richemont, 1826 – 1828
- Joseph Cordier, (interí), 1828 – 1829
- Auguste Jacques Nicolas Peureux de Mélay, 1829 – 1835
- Hubert Jean Victor, marquès de Saint-Simon, 1835 – 1840
- Paul de Nourquer du Camper, 1840 - 1844
- Louis Pujol, 1844 - 1849
- Hyacinth Marie de Lalande de Calan, 1849 - 1850
- Philippe Achille Bédier, 1851 - 1852
- Raymond de Saint-Maur, 1852 - 1857
- Alexandre Durand d'Ubraye, 1857 - 1863
- Napoléon Joseph Louis Bontemps, 1863 - 1871
- Antoine-Léonce Michaux, 1871 - 1871
- Pierre Aristide Faron, 1871 - 1875
- Adolph Joseph Antoine Trillard, 1875 - 1878
- Léonce Laugier, 1879 - 1881
- Théodore Drouhet, 1881 - 1884
- Étienne Richaud, 1884 - 1886
- Édouard Manès, 1886 - 1888
- Georges Jules Piquet, 1888 - 1889
- Louis Hippolyte Marie Nouet, 1889 - 1891
- Léon Émile Clément-Thomas, 1891 - 1896
- Louis Jean Girod, 1896 - 1898
- François Pierre Rodier, 1898 - 1902
- Pelletan (interí), 1902
- Victor Louis Marie Lanrezac, 1902 - 1904
- Philema Lemaire, 1904 - 1905
- Joseph Pascal François, 1905 - 1906
- Gabriel Louis Angoulvant, 1906 - 1907
- Adrien Jules Jean Bonhoure, 1908 - 1909
- Ernest Fernand Lévecque, 1909 - 1910
- Alfred Albert Martineau, 1910 - 1911
- Pierre Louis Alfred Duprat, 1911 - 1913
- Alfred Martineau, 1913 - 1918
- Govern interí, 1918 - 1919
- Louis Martial Innocent Gerbinis, 1919 - 1926
- Henri Leo Eugene Lagroua (interí), 1926
- Pierre Jean Henri Didelot, 1926 - 1928
- Robert Paul Marie de Guise, 1928 - 1931
- François Adrien Juvanon, 1931 - 1934
- Léon Solomiac, August 1934 – 1936
- Horace Valentin Crocicchia, 1936-1938
- Louis Alexis Étienne Bonvin, 1938 - 1945
- Nicolas Ernest Marie Maurice Jeandin, 1945 - 1946
- Charles François Marie Baron, 1946 - 1947

Comissionats de l'Inde française, territori d'Ultramar el 1946:
- Charles François Marie Baron, 1947 - 1949
- Charles Chambon, 1949 - 1950
- André Ménard, 1950 - 1954
- Georges Escargueil, 1954

Alts comissionats (Índia)
- Mr.Kewal Singh 1 de novembre de 1954-1957
- M.K. Kripalani 1957-1958
- L.R.S. Singh 1958
- AS Bam 1960
- Sarat Kumar Dutta 1961